# Десятнюк Олександр Олександрович
Олександр Олександрович Десятнюк — старший лейтенант Збройних Сил України, учасник російсько-української війни, що загинув у ході російського вторгнення в Україну в 2022 році.

## Життєпис
Олександр Десятнюк народився 1988 року в місті Старокостянтинів Хмельницької області. З 15 лютого 2015 року брав участь у антитерористичній операції, операції об'єднаних сил. З початком повномасштабного російського вторгнення в Україну перебував на передовій в складі 59-ї окремої мотопіхотної бригади імені Якова Гандзюка. Загинув у бою під Миколаєвом 9 березня 2022 року. Похоронна молитва за офіцером відбулася 14 березня 2022 року в храмі Святого Великомученика і Цілителя Пантелеймона м. Гайсин на Вінниччині разом із загиблим Леонардом Тадеіосяном.

## Родина
У загиблого залишилися дружина Тетяна.

## Нагороди
- Орден Богдана Хмельницького III ступеня (2022, посмертно) — за особисту мужність і самовіддані дії, виявлені у захисті державного суверенітету та територіальної цілісності України, вірність військовій присязі[5].